# 埃及历史
埃及的历史悠远绵长，古埃及是人类文明摇篮之一。埃及歷史以1798年拿破仑入侵为标志，大体可分为古代中世纪和近现代两大阶段。
古希腊历史之父希罗多德赞美道：“埃及是尼罗河慷慨的赠礼”。每年季节性泛濫的尼羅河，形成了细长而肥沃的河谷。在尼罗河谷的自然条件下，孕育了古埃及文明。寸草不生的大沙漠大致是古埃及农业文明的东界和西界。在沙漠中存在很多拥有甘泉的绿洲，埃及人在某些绿洲进行农业生产。埃及文明北至地中海海岸，而南方的边界随埃及国力的盛衰而变迁。新王国时代的埃及帝国极盛时，南界曾远达尼罗河第四瀑布。約公元前3100年之前，埃及互相征伐的各州最终形成了一个统一的国家，上埃及和下埃及服从于一个法老的统治。特殊的地形使埃及难于受到侵袭，也造就了她的长期独立和自足。然而法老时代结束后，埃及臣服于外来的统治者，连续被外族统治长达约2300年，這些外族包括波斯人、希腊人、罗马人、拜占庭帝国、阿拉伯人、奥斯曼土耳其人和大英帝国等。埃及的独立元勋纳赛尔总统指出，继埃及最后一位法老内克塔内布二世於前343年被波斯人废黜以来，他是第一位行使主权的埃及本土人士。

## 前王朝時期（约前3100之前）

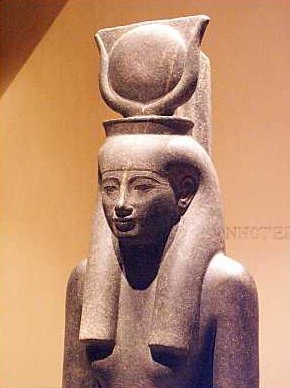
古埃及女神哈索尔

有证据显示在沿着尼罗河的沙漠绿洲中存在着石头雕刻的痕迹。在公元前10世纪，从事狩猎和捕鱼的人们被种植谷物所取代。
约公元前6000年，新石器文化植根于尼罗河河谷。在新石器时代，多个史前王朝的文化在上埃及和下埃及独立发展。已知最早的埃及象形文字痕迹出现在史前时期奈加代三期文化的陶器内，时间为约公元前3200年。

## 古埃及时期（约前3100—前332年）
约前3150年，法老美尼斯建立了一个统一的王国。在接下来三千年中，一系列的王朝统治着埃及。在这个漫长的时期，埃及文化蓬勃发展，并且保持着其独有的宗教、艺术、语言和习俗。最初的两个统一埃及王朝时期被称为古王国时期，时间约为前2700-2200年。这一时期内，许多金字塔建成。最为著名的有第三王朝的乔塞尔金字塔和第四王朝的吉萨金字塔。
在第一中间时期的约150年间，埃及迎来了政治动荡。但是之后在约公元前2040年的中王國時期，更为强大的河水泛滥和稳定的政府让埃及又迎来了再度繁荣。在法老阿蒙涅姆赫特三世时期，埃及达到一个顶峰。在分裂的第二中间时期，埃及迎来了第一个外族统治王朝——闪米特族的喜克索斯人。喜克索斯人于前1650年征服了大多数下埃及地区，并建立了一个新的首都阿瓦里斯。由雅赫摩斯一世领导的上埃及军队将喜克索斯人赶走，建立了第十八王朝。他将首都从孟菲斯迁往底比斯。
新王国时期（公元前约1550-1070年）开始于第十八王朝。这个时代标志着埃及作为一个地区霸主，开始向外扩张。
波斯埃及 （公元前525-332年）冈比西斯（波斯的阿契美尼德王朝，前522年居鲁士大帝战死后继承其王位）大约于前537年在巴比伦担任居鲁士的全权代理人，前525年他率波斯军队入侵埃及。昔兰尼（希腊在北非的殖民地）和利比亚自愿臣服冈比西斯；埃及在其军队于贝鲁西亚为冈比西斯击败后投降，法老普萨美提克三世被俘并被掳至苏萨。前525年5月25日，冈比西斯成为埃及统治者，建立埃及第二十七王朝（波斯第一王朝）。他使用“埃及皇帝，诸国皇帝”为称号。

## 希腊埃及和罗马埃及（前332年—641年）
亚历山大在公元前336年继其父腓力二世王位成为马其顿国王。公元前334年，他向波斯帝国统治的小亚细亚地区发起进攻，开始长达十年的东征。南进期间，经过两个月的围攻，埃及一箭未发，自动投降。在那里年仅24岁的亚历山大被誉为法老，称之为神。从此埃及成为亚历山大帝国的一部分。亚历山大在埃及建了一座亚历山大城（港）。亚历山大在埃及停留一段时间后继续东进。最终他击破波斯，并推翻其统治者大流士三世，征服整个波斯帝国。
公元前323年亚历山大大帝病逝。他的帝国被他的部下们迅速瓜分。当时的埃及总督托勒密一世分得黎凡特（叙利亚）和埃及，开创托勒密王朝。托勒密王国是一个强大的希腊化王国。它东部延伸至南部叙利亚，西部至昔兰尼，南部和努比亚接壤。亚历山大城是它的首都，同时也是希腊文化和贸易中心。为了获得当地埃及人的承认，托勒密统治者自称为法老的继承者。之后的托勒密统治者传承了埃及的传统，他们在公共活动中穿着埃及服饰，参与埃及宗教活动。
托勒密最后的统治者是克麗奧佩脫拉七世。她的情人马克·安东尼在与屋大维战争失利后自杀。在屋大维占领亚历山大以及她的雇佣兵逃离后，她也结束了自己生命。托勒密王国历经275年后最终被罗马吞并。

## 阿拉伯和鄂圖曼埃及（641年—1882年）
参见：图伦王朝、法蒂玛王朝、阿尤布王朝、马穆鲁克王朝
在七世纪初期，以波斯人为主的入侵后，拜占庭帝国重新獲取了埃及。直到639年至641年，埃及被阿拉伯人建立的阿拉伯帝国所攻克。当他们击败了在埃及的拜占庭军队，阿拉伯人带来了逊尼派穆斯林。
868年，突厥人伊本·图伦割据埃及自立，建立了独立于阿拉伯帝国的图伦王朝。图伦王朝立国三十余年后于905年被剿灭。之后，什叶派穆斯林在北非建立法蒂玛王朝并于969年攻陷埃及，定都于开罗，埃及从此永久脱离阿拉伯帝国版图。1171年法蒂玛王朝的大将萨拉丁在近卫军支持下发动政变，推翻法蒂玛王朝末代哈里发阿迪德，建立阿尤布王朝。13世纪中叶，随着蒙古西征军的席卷中东，阿尤布王朝被蒙古人打垮。在约1250年马木留克推翻阿尤布王朝，并将蒙古人赶出了叙利亚，控制了埃及。在13世纪后期，埃及连接红海，印度，马来亚和东印度。马木留克王朝一直统治着埃及直到1517年被鄂圖曼土耳其灭亡。之后，埃及成为鄂圖曼帝國的领土。
1798年，由拿破仑率领的法国军队侵入埃及。他们于1801年被鄂圖曼和马木留克军队所驱离。在接下来四年中，英国军队来到埃及。1805年，经过土耳其苏丹的认可，穆罕默德·阿里逐渐控制埃及。

## 英国保护地（1882年—1953年）

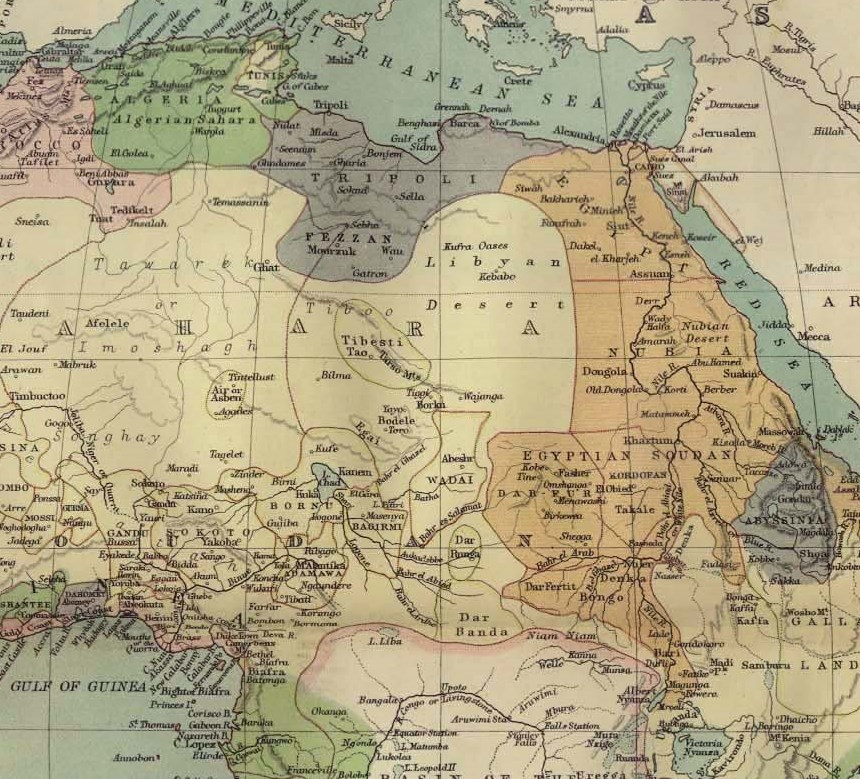
1880年代的埃及

从1882年开始，英国间接地统治了埃及。直到1952年埃及革命。
自穆罕默德·阿里之后，埃及很快的由他的儿子易卜拉欣（1848年9月）、孙子阿巴斯一世（1848年11月）、赛义德（1854年）和伊斯梅尔（1863年）继承。起初由法国建造的苏伊士运河最终于1869年完成。由于运河花费代价太大以及伊斯梅尔负债累累，他不得不将运河卖给英国政府。
当地对伊斯梅尔的不满和欧洲的入侵导致了1879年第一个民族主义组织的形成，艾哈迈德·乌拉比是一个杰出的人物。在1882年，他成为了一个以民族主义党为主的领导人，致力于民主改革，包括议会对预算的控制。由于担心控制被削弱，英国和法国进行了军事干预，轰炸了亚历山大港，并在Tel el-Kebir战役中击溃了埃及军队。他们重新推举了伊斯梅尔的儿子陶菲克作为事实上英国保护国的领袖。
1914年，埃及将国家元首的称号改为苏丹，此举否定了奥斯曼帝国的宗主权。同时埃及成为英国的保护国。在第一次世界大战后，萨德·扎格卢勒和华夫党领导了一场民族主义运动。1923年，埃及新政府起草了一部以议会制的新宪法。1936年，英埃条约签订。

## 共和国时期埃及（1953年—）
1953年6月18日，埃及共和国宣布成立。穆罕默德·纳吉布将军成为第一任总统。1954年纳吉布在纳赛尔的政变下，宣布辞职。1956年6月，纳赛尔担任总统。1958年，埃及和叙利亚合并成立阿拉伯联合共和国，三年后即告解散。
1967年第三次中东战争，以色列占领了西奈半岛和加沙。1970年，纳赛尔去世，萨达特继任总统。1981年，萨达特被暗杀，穆巴拉克继任总统。
2011年，埃及爆发反政府示威，穆巴拉克于2月11日辞职，将政权交给军方。2011年6月，穆罕默德·穆尔西当选总统。2013年7月3日，穆罕默德·穆尔西被埃及軍方罷黜，埃及最高憲法法院院長阿德里·曼蘇爾隨後被軍方任命為代總統。

## 参見
- 古埃及
- 埃及法老列表
- 埃及王朝
- 埃及神话
- 马木留克